# Мидленд (округ, Техас)
Округ Мидленд (англ. Midland county) — округ штата Техас Соединённых Штатов Америки. На 2000 год в нем проживало 116 009 человек. По оценке бюро переписи населения США в 2009 году население округа составляло 132 316 человек. Окружным центром является город Мидленд.

## История
Округ Мидленд был сформирован в 1885 году. Своё название он получил из-за расположения посередине между Форт-Уэртом и Эль-Пасо на Техасской тихоокеанской железной дороге (англ. midland — земля посередине).

## География
По данным бюро переписи населения США площадь округа Мидленд составляет 2336 км², из которых 2332 км² — суша, а 4 км² — водная поверхность (0,19 %).

### Основные шоссе
- Федеральная автострада 20
- Автострада 349
- Автострада 158

### Соседние округа
- Мартин  (север)
- Гласкок  (восток)
- Аптон  (юг)
- Эктор  (запад)
- Андрус  (северо-запад)